# モザンビーク島
モザンビーク島（ポルトガル語: Ilha de Moçambique）は、モザンビーク北部のモザンビーク海峡とモスリル湾の間に位置する島。約14,000人が住んでいる島で、かつてポルトガルの植民地だったときにはモザンビークの中心的な都市として機能していた（都市名は国名と同じ「モザンビーク」である）。

## 歴史

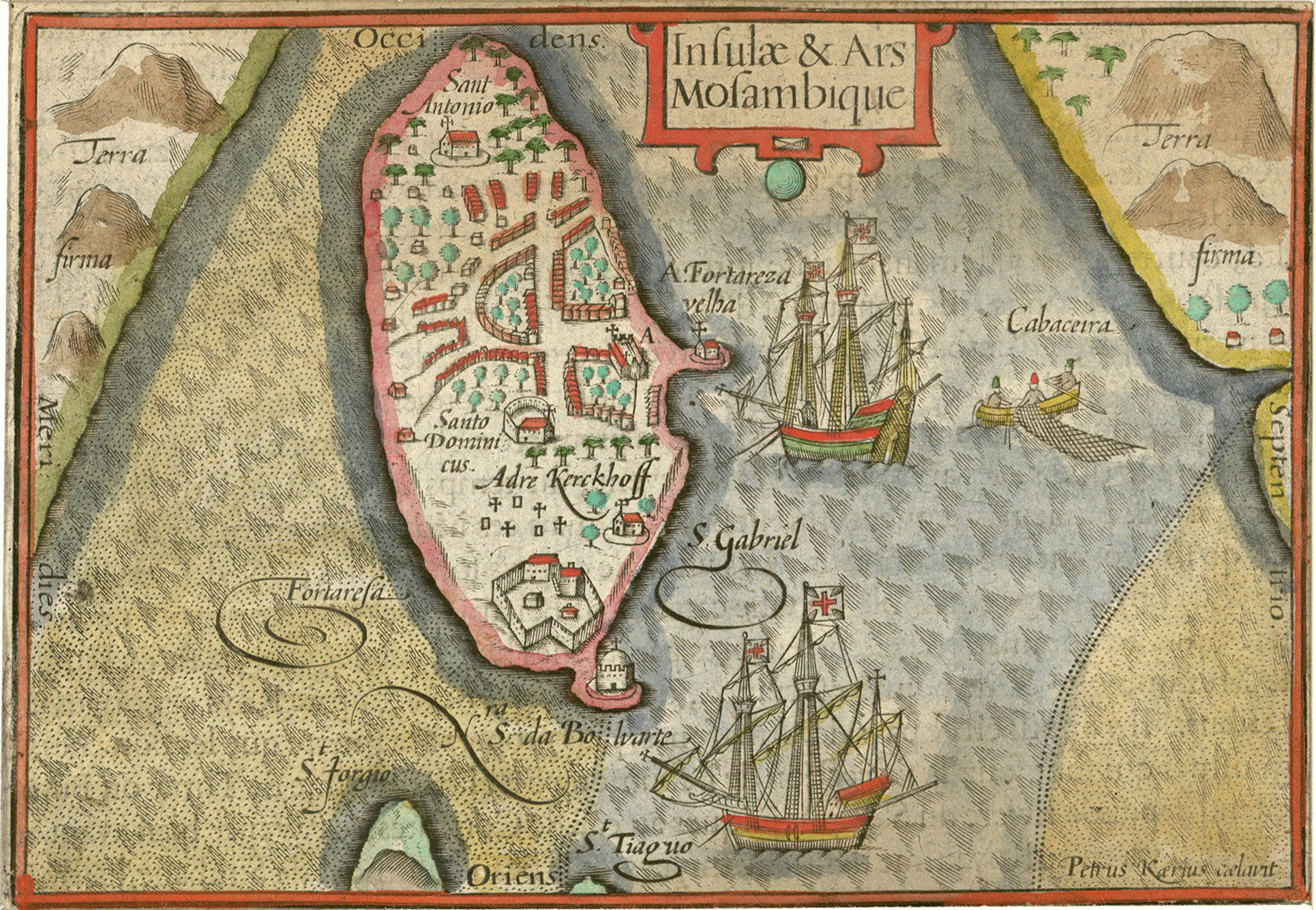
1598年のモザンビーク島。Pieter van den Keere作成。図の下が東（北東）で、サン・セバスティアン砦と思われる砦と、ノッサ・セニョール・デ・バルアルテ礼拝堂が描かれている

1498年にヴァスコ・ダ・ガマが到達するよりもずっと前から、ここはアラブ人の港であり、造船所でもあった。1507年にはポルトガルが港と海軍拠点を建造し、1522年にはノサ・セニョラ・デ・バルアルテ礼拝堂が建てられた。この礼拝堂は、南半球における現存最古のヨーロッパ建築と見なされている。
16世紀にサン・セバスティアン砦が建造され、次いで建てられたポルトガルの植民都市モザンビークは、ポルトガル領東アフリカの首都となった。同時に、この島はキリスト教の重要な伝道拠点にもなった。1586年末に天正遣欧少年使節一行が日本への帰途天候待ちのため滞在した。1607年と1608年にはオランダの侵攻にも耐え、インド航路におけるポルトガルの重要な拠点としての地位を保持し続け、黒人奴隷、香辛料、金などの交易が行われていた。
スエズ運河の開通によって、島は衰退に向かった。1898年には首都はモザンビーク本土のロウレンソ・マルケス（現マプト）に移転された。

## 観光名所
ほかに見るべき建造物としては、以下のものがある。
- 旧総督公邸（ポルトガル語版）とサン・パウロ礼拝堂 - 1610年建設。現在は博物館。
- 聖画美術館 - かつての病院を美術館に改装したもの。優れたマコンデ様式の十字架に架けられたキリスト像が展示されている。
- サン・アントニオ教会
- ミゼリコルディア教会

島は都市化が進んでおり、キリスト教以外に、モスクやヒンドゥー教寺院なども建てられている。
島はあまり大きくなく、長さ3km、幅200 - 500m といったところである。歴史的建築物の大半は島の北側に位置している。住民の過半は島の南側である「マクティ・タウン」の椰子の葉葺きの家に住んでいる。

## ギャラリー

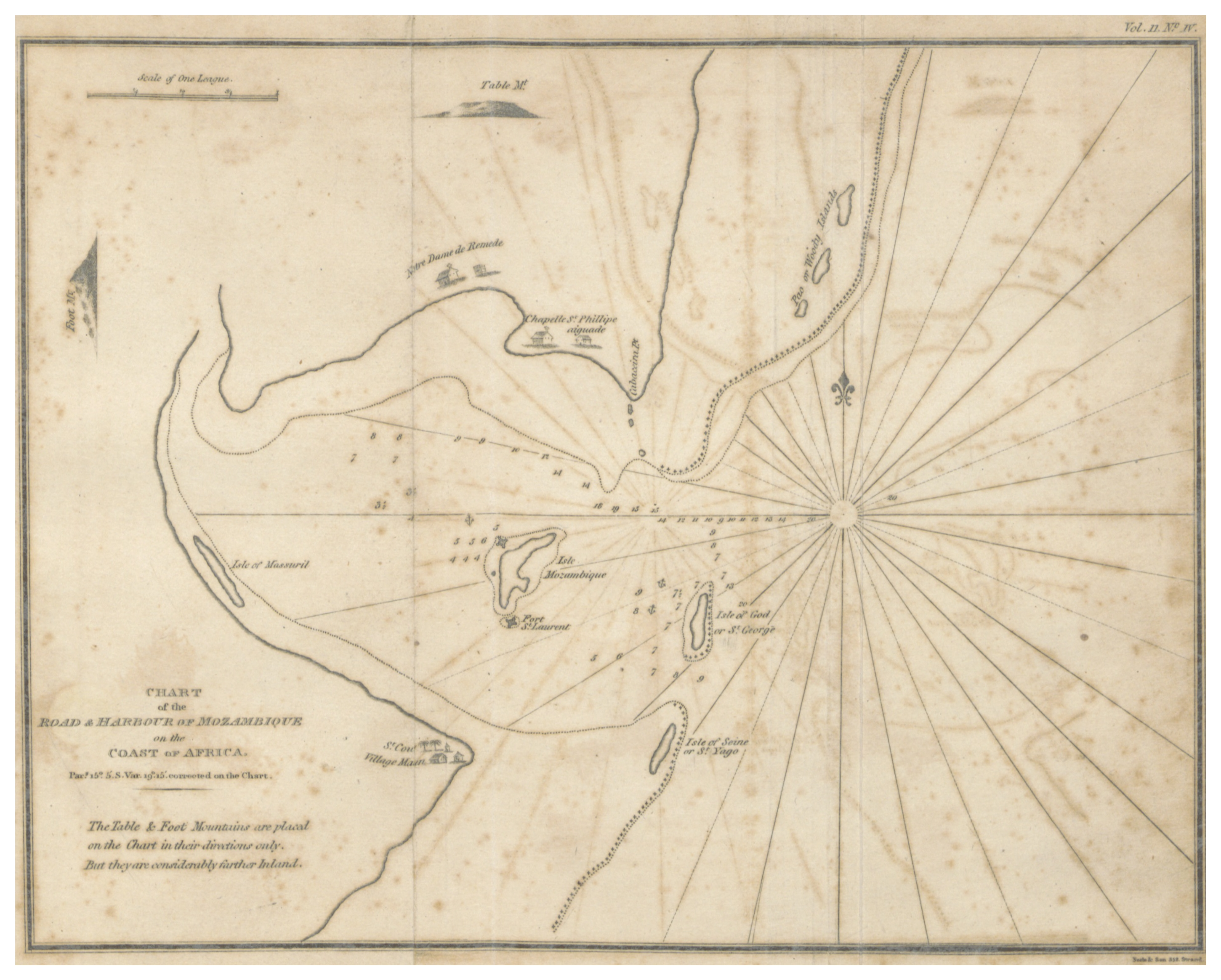
1810年の港の海図
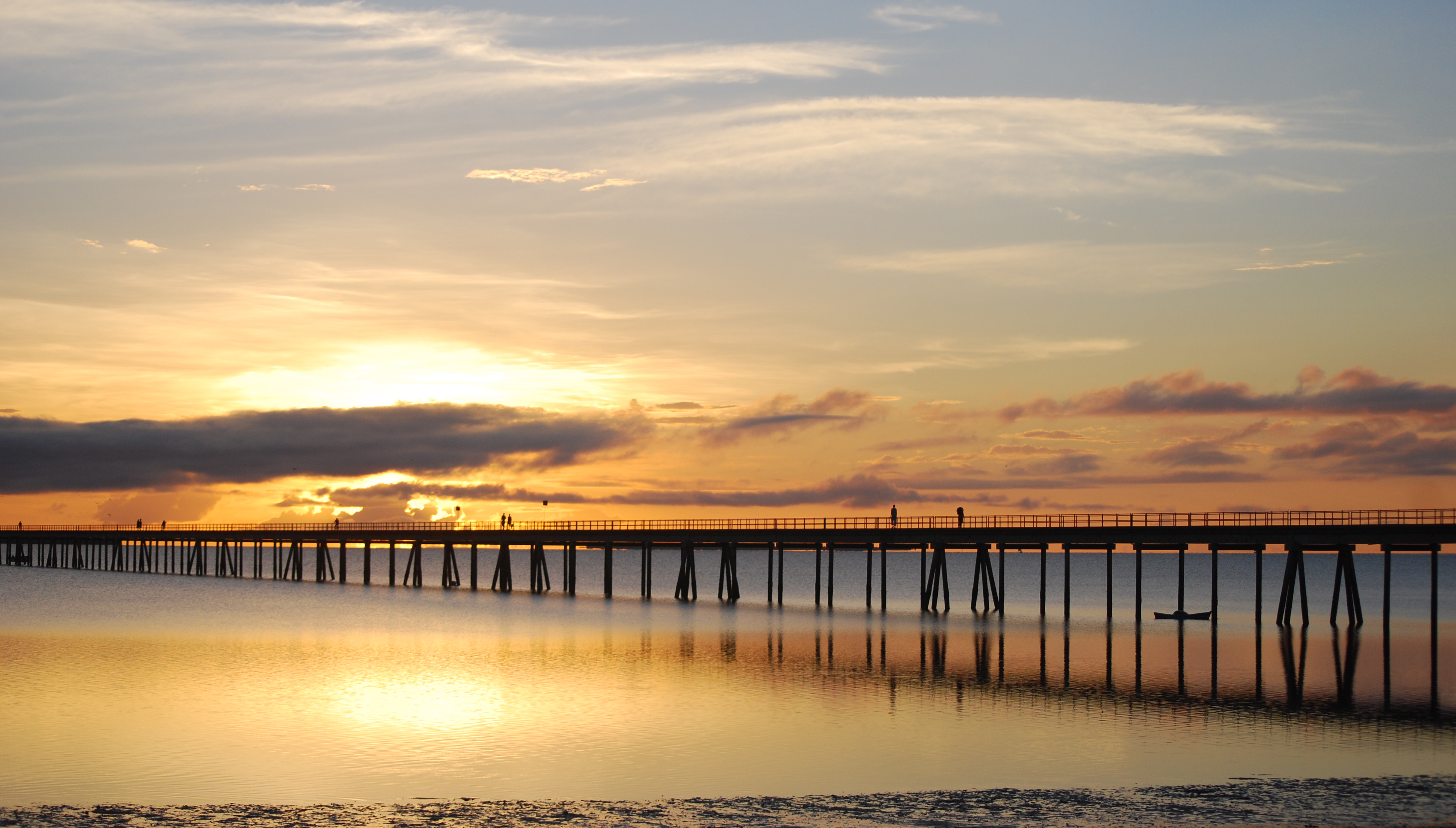
モザンビーク島橋（英語版）。全長3.4キロメートル。
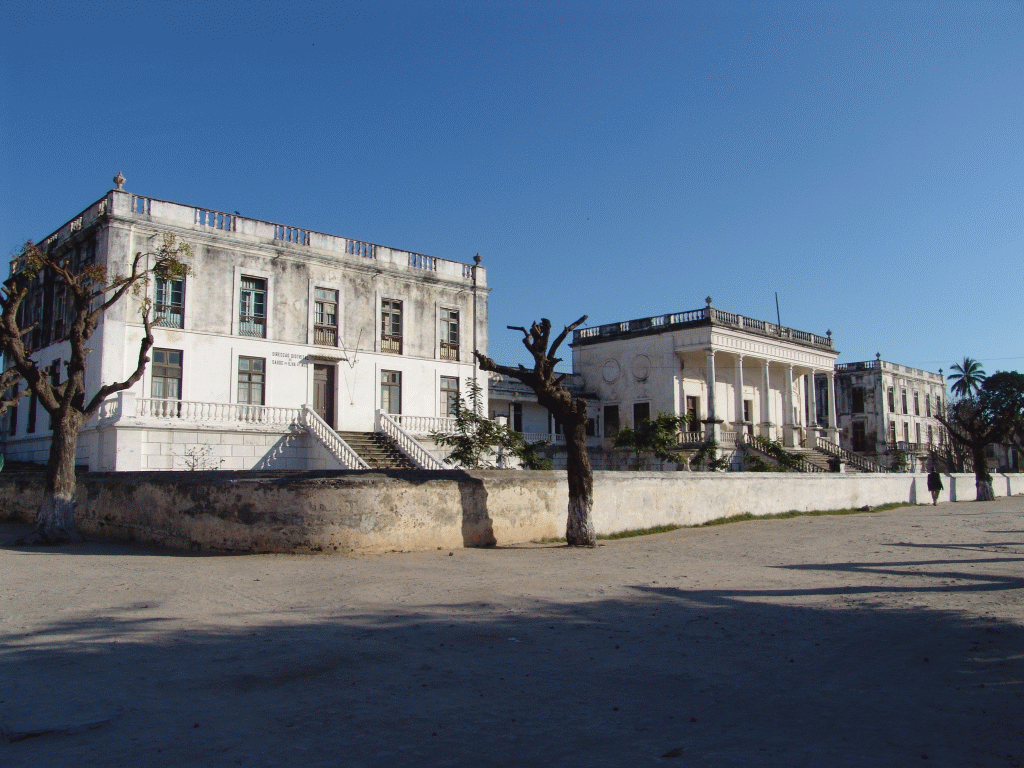
旧病院
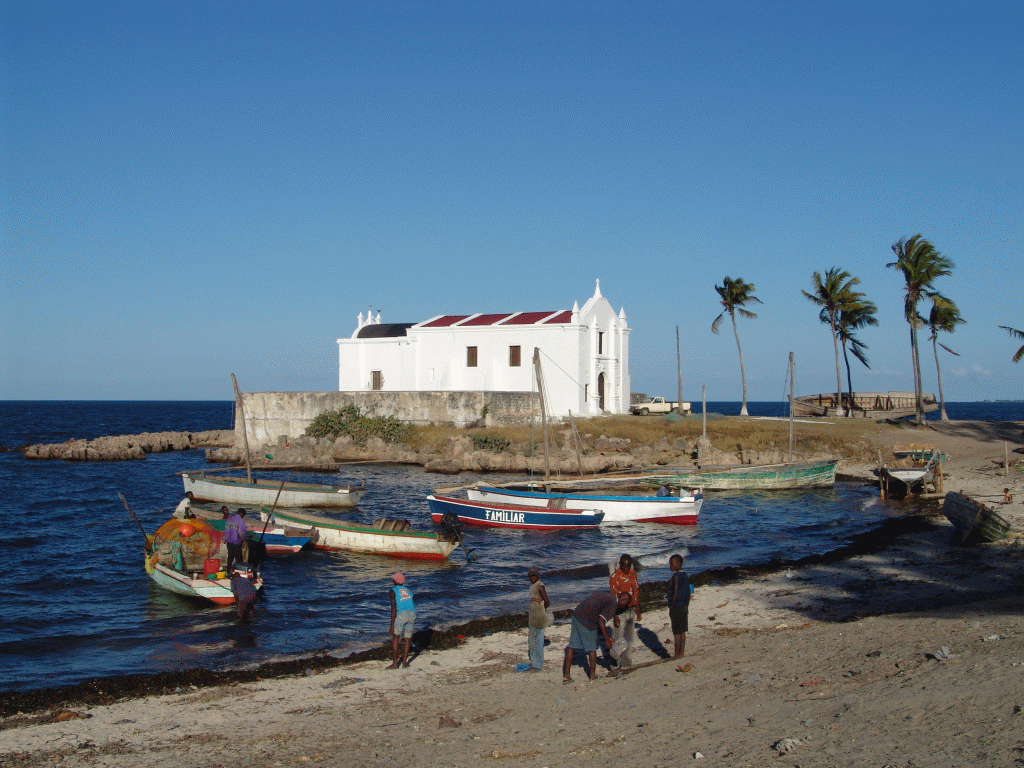
聖アントニオ教会
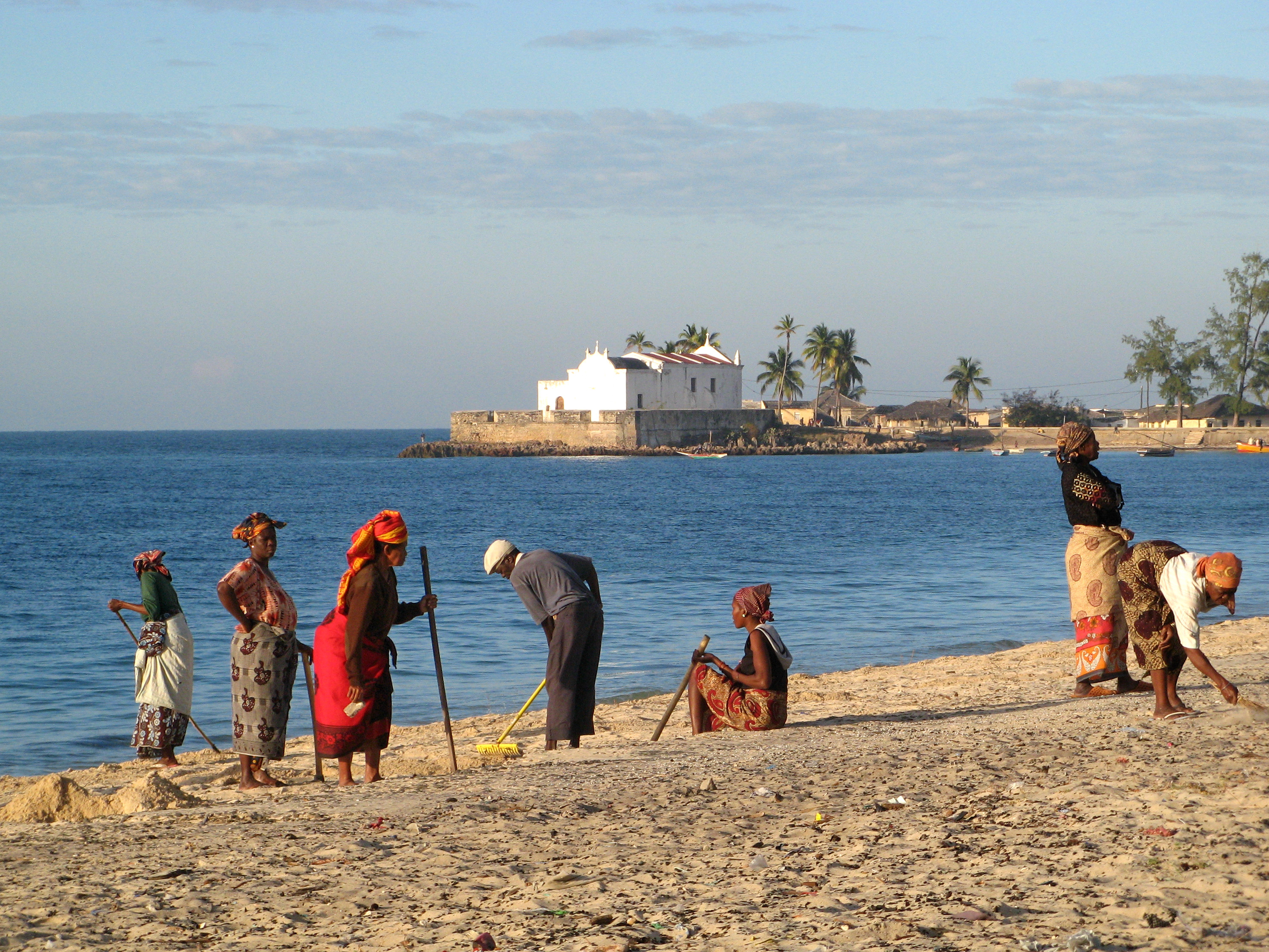
清掃作業中のビーチ
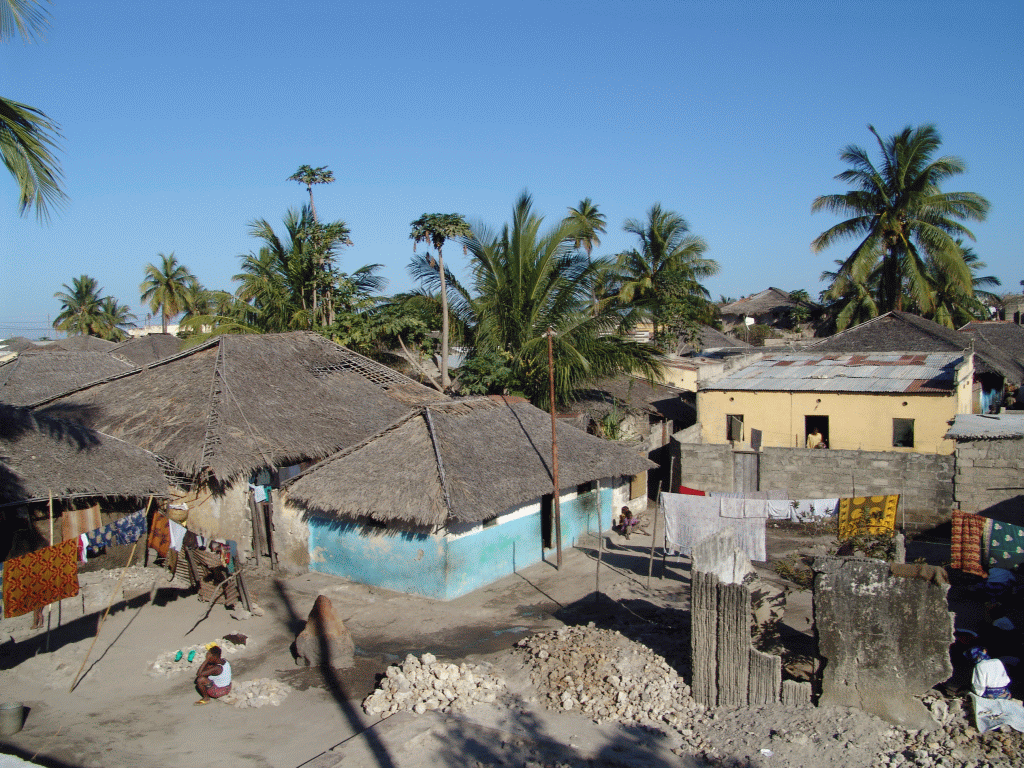
マクティ・タウン

## 登録基準
この世界遺産は世界遺産登録基準のうち、以下の条件を満たし、登録された（以下の基準は世界遺産センター公表の登録基準からの翻訳、引用である）。
- (4) 人類の歴史上重要な時代を例証する建築様式、建築物群、技術の集積または景観の優れた例。
- (6) 顕著で普遍的な意義を有する出来事、現存する伝統、思想、信仰または芸術的、文学的作品と直接にまたは明白に関連するもの（この基準は他の基準と組み合わせて用いるのが望ましいと世界遺産委員会は考えている）。